# زبير العدوان (عمان)
زباير العدوان هي منطقة تقع في محافظة عمّان شمال غرب الأردن. وهي ضمن ضواحي محافظة عمان.
1. ↑  GeoNames (بالإنجليزية), 2005, QID:Q830106